# Двоярусні насадження (виділ 3)
«Двоярусні насадження» — ботанічна пам'ятка природи місцевого значення. 
Пам’ятка розташовується в межах Жеревського лісництва ДП «Іванківське лісове господарство» – квартал 23, виділ 3, на території Розважівської сільської ради Іванківського району. 
Оголошено рішенням виконкому Київської обласної Ради трудящих від 28 лютого 1972 р. № 118.
Пам’ятка є високопродуктивними складними сосново-дубовими насадженнями, де основна порода – сосна, віком 111 років.

## Галерея

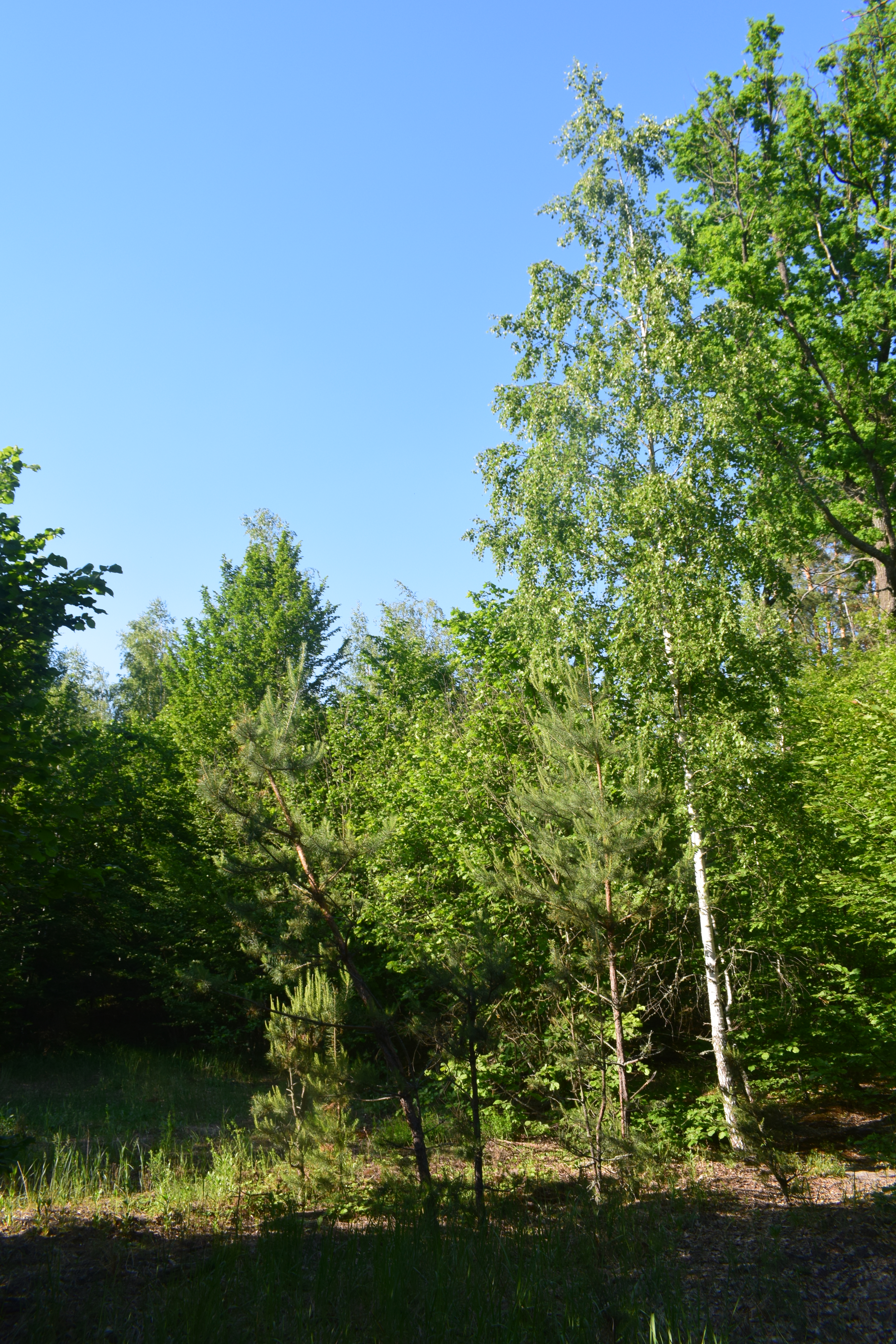
Загальний вигляд
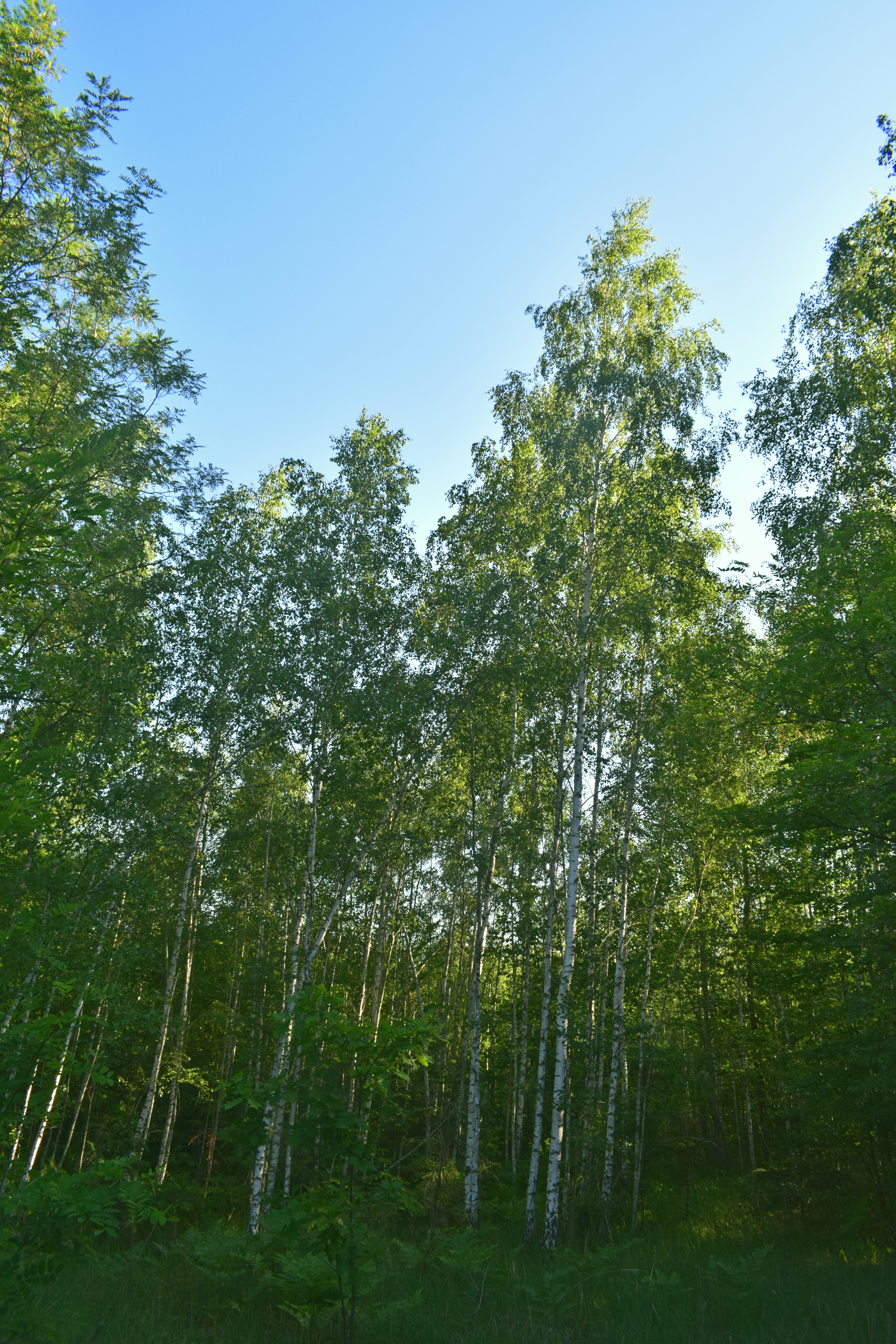
Березняк
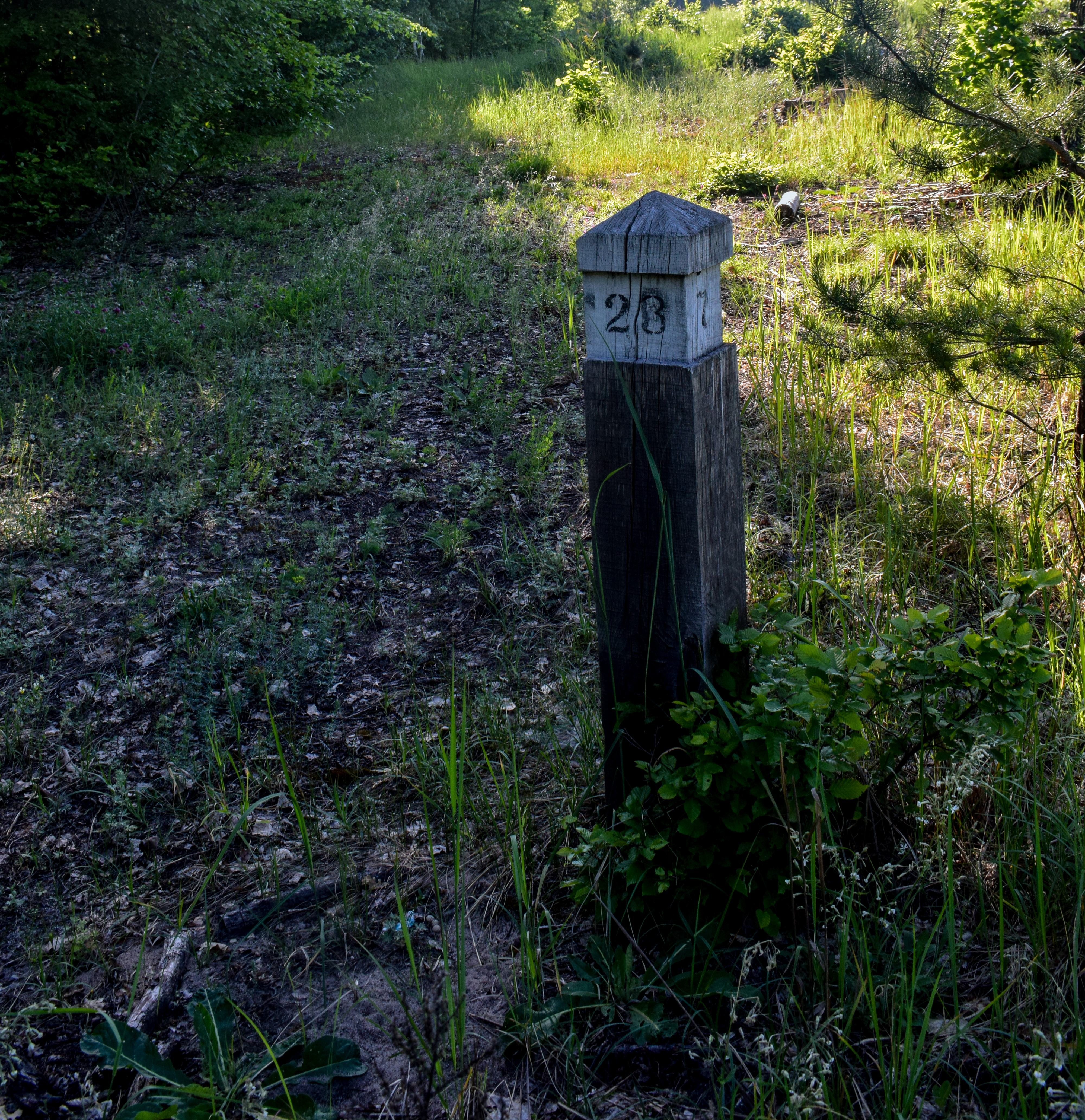
Квартальний стовпчик
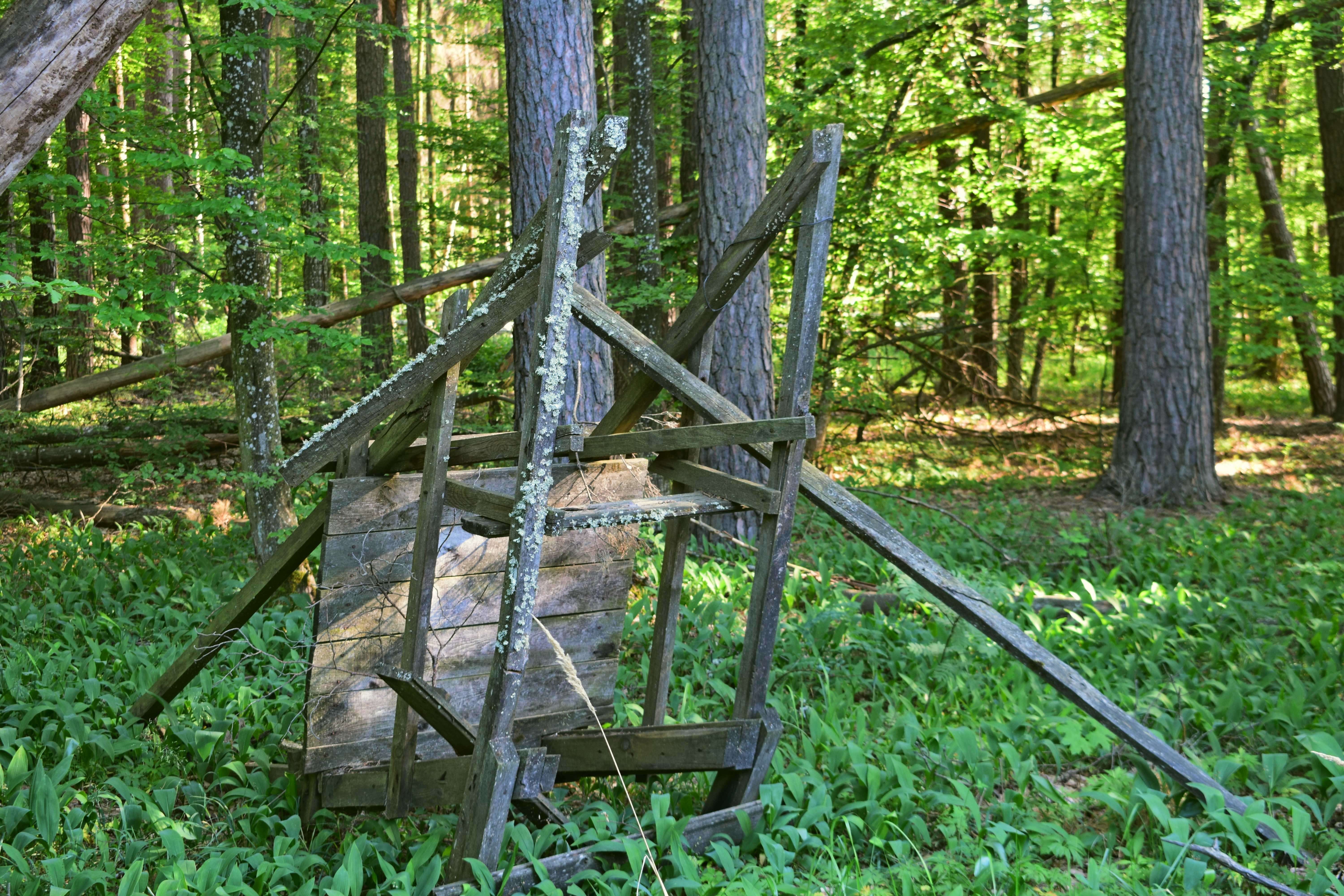
Номер